# Badisis ambulans
Badisis ambulans (лат.) — вид двукрылых из семейства ходуленожек, единственный представитель рода Badisis. Имаго похожи на муравьёв рода Iridomyrmex. Личинки обитают в фитотельматах (небольших водоёмах), находящихся в кувшинообразных листьях-ловушках насекомоядного растения цефалот мешочковый (Cephalotus follicularis) семейства саррацениевых. Наиболее близким к Badisis родом является Metopochetus.

## Внешнее строение
Мухи длиной тела 3,6—5,6 мм. Единственный бескрылый вид в семействе ходуленожек. Жужжальца отсутствуют. Окраска тела тёмно-коричневая. Имеют внешне сходство с муравьями рода Iridomyrmex. Глаза увеличены. По краям каждого глаза расположены три лобно-орбитальные щетинки. Концевой членик усика удлинённо-овальный. Хоботок и щупики хорошо развиты. Поперечный желобок на среднеспинке не развит. Щиток маленький. Задние ноги длиннее, чем средние. Бёдра серо-чёрные на вершинах и узко желтовато-коричневые в основании. Передние тазики ног имеют зубовидный отросток. Средние и задние голени покрыты щетинками. Брюшко в основании сужено. Пятый стернит брюшка у самцов двулопастной. На каждой лопасти — две или три крепкие щетинки. Шестой стернит разделён на три лопасти. У самок стерниты не разделённые, они немного меньше самцов, в остальном морфологические похожи на них.
Личинки этого вида впервые были обнаружены в кувшинах цефалота мешочкового в 1904 году австралийским натуралистом Александром Гамильтоном. Он предположил, что это могут быть личинки слепней, которые летали вокруг растения. Длина личинки 5,8—6,5 мм. Головной конец тела личинки заострён. Окраска кремово-белая. Имеется только одна пара дыхалец на груди. На спинном крае каждой дыхальцевой пластинки имеются 1—3 рога. Головной сегмент двулопастной. На нём располагается пара верхнечелюстных сенсорных бугорков и пара двухсегментных антенальных бугорков. По бокам ротовой полости расположены четыре или пять гребней. Мандибулы сильно склеротизированы. Головная капсула сильно склеротизирована. Каждый грудной и брюшной сегмент по переднему краю с небольшим утолщением. Дыхальца расположены на заднем крае переднегрудного сегмента. Грудные сегменты и первый брюшной сегмент с «воротничком» из направленных назад шипиков. Последний брюшной сегмент косо срезан. На нём располагаются пара задних дыхальцевых пластинок, но задние дыхальца не функционируют. У всех других представителей семейства Micropezidae задние дыхальца хорошо развиты.
Пупарий длиной 5,7—6,2 мм, тёмно-коричневый, в передней части слегка сплюснут в спинно-брюшном направлении в головном и грудном отделе. Ползательные валики отсутствуют.

## Образ жизни
Жизненный цикл Badisis ambulans тесно связан с цефалотом мешочковым (Cephalotus follicularis) — растением из семейства саррацениевых. Это насекомоядное растение, листья которого преобразованы в кувшины-ловушки; растение включено в список угрожаемых видов Международного союза охраны природы со статусом «Уязвимые виды» (VU).
Личинки Badisis ambulans питаются, преимущественно, трупами муравьев Iridomyrmex conifer, а также жужелицами, долгоносиками настоящими мухами, мухами-зеленушками, которые попали в ловчий кувшин. Встречаемость личинок в кувшинах сильно варьирует, иногда могут быть заселены почти все кувшины. В одном кувшине могут находиться до 25 личинок. Предполагают, что личинки поглощают растворённый кислород из жидкости кувшина. Окукливание происходит на наружной поверхности кувшинов или на поверхности почвы. Продолжительность развития личинок не менее 2—3 недель. Стадия пупария длится около 3 недель. Оценка выгодности взаимоотношений между ходуленожкой и цефалотом является предметом дискуссии. Эксперименты показали, что в кувшинах, заселённых и не заселённых личинками этого вида, соотношение соединений азота и углерода не различается. Если кувшины по какой-то причине оказываются повреждёнными, то растения, заселённые личинками Badisis ambulans, реже засыхают, чем не заселённые ими.
Самцы Badisis ambulans питаются на цветках растения Astartea fascicularis из семейства миртовых. Это растение является эндемиком юго-западной Австралии. На этих же растениях отмечены муравьи рода Iridomyrmex, которым подражают ходуленожки. Особенности образа жизни самок неизвестны, на цветках Astartea они не обнаружены.

## Распространение
Вид встречается в Юго-Западной Австралии. Ареал вида совпадает с ареалом растения Cephalotus follicularis, в фитотельматах которого развиваются личинки.